# 1997悍將奇兵
《1997悍將奇兵》（英語：Breakdown）是一部1997年美國驚悚片，講述一名男子的車子在沙漠中拋錨的同時，尋求協助的妻子下落不明，這一切竟是一幫惡徒所策畫。電影由強納森·莫斯托執導，寇特·羅素、J·T·華許和凱薩琳·昆蘭主演。《1997悍將奇兵》由派拉蒙影業排定1997年5月2日美國上映，口碑正面。

## 演員
- 寇特·羅素飾演傑夫·泰勒（Jeff Taylor）
- J·T·華許（英语：J. T. Walsh）飾演華倫·「瑞德」·巴爾（Warren 'Red' Barr）
- 凱薩琳·昆蘭飾演艾米·泰勒（Amy Taylor）
- 麥克·蓋尼（英语：M. C. Gainey）飾演厄爾（Earl）
- 傑克·諾斯沃迪飾演比利（Billy）
- 里奇·布林克利（英语：Ritch Brinkley）飾演艾爾（Al）
- 莫拉·哈里斯（英语：Moira Harris）飾演愛琳·巴爾（Arleen Barr）
- 瑞斯·林恩（英语：Rex Linn）飾演波伊德警長（Sheriff Boyd）

## 翻拍
本片被翻拍成印度泰米爾語電影《絕婚殺機》（2025年）。

## 外部連結
- 互联网电影数据库（IMDb）上《1997悍將奇兵》的资料（英文）
- AllMovie上《1997悍將奇兵》的资料（英文）
- Box Office Mojo上《1997悍將奇兵》的資料（英文）
- 爛番茄上《1997悍將奇兵》的資料（英文）
- Metacritic上《1997悍將奇兵》的資料（英文）